# 沖縄県獣医師会
公益社団法人沖縄県獣医師会（こうえきしゃだんほうじんおきなわけんじゅういしかい 英称 Okinawa Veterinary Medical Association）は、沖縄県知事所管の沖縄県の獣医師を会員とする公益法人。

## 本部所在地
- 〒900-0024 沖縄県那覇市字古波蔵112番地

## 地域支部
- 北部支部
- 中部（北）支部
- 中部（南）支部
- 那覇市支部
- 南部支部
- 離島支部
- 宮古支部
- 八重山支部

## 業務内容
- 獣医師会員の学術技能向上のための研修会・講習会事業等の実施
- 沖縄県との動物に関する連携事業
- 疾病している野鳥の保護・救護
- 県内各学校で飼われている動物の飼育指導
- 県内各市町村との動物に関する連携事業
- 狂犬病の予防接種・防止活動